# Castello di Ariano Irpino
Das Castello di Ariano Irpino (oder castellum Arianum in Mittellatein), auch Castello Normanno (dt.: Normannische Burg) genannt, ist eine Burgruine aus dem 7. oder 8. Jahrhundert auf dem Gipfel des gleichnamigen Hügels im höchstgelegenen Teil der Stadt Ariano Irpino in der italienischen Region Kampanien. Die Anlage liegt in einer Höhe (bezogen auf den Bergfried) von 811 m. Die an strategisch günstiger Stelle errichtete Festung über dem Sella di Ariano (dem Hauptübergang über den kampanischen Apennin) liegt über den Tälern der Ufita, des Miscano und des Cervaro.

## Funktion
Wie aus überlieferten Dokumenten hervorgeht, wurde das Castello di Ariano Irpino nicht mit dem Ziel errichtet, die Stadt vor möglichen Angriffen aus der Umgebung zu schützen. Diese Aufgabe hatten eher die Stadtmauern, die früher einen Ring um das gesamte Stadtzentrum bildeten und mit neun Toren versehen waren. Sie standen unter der Überwachung eines Portulano (dt.: Stadtwächter). Die tatsächliche Funktion der Burg war, ein Bollwerk zu bilden, das im Kriegsfall eine mögliche, lange Belagerung aushalten und eine feindliche Invasion ausbremsen konnte.

## Beschreibung
Die Burg hatte einen nahezu trapezförmigen Grundriss mit verschieden langen Seiten und Türmen an den vier Ecken. Jeder der Türme ist im Inneren mit Räumen verschiedener Größe versehen, unten größer und oben kleiner; der Durchmesser der Türme variiert zwischen 13 Metern und 16 Metern. Die Kurtine ist mit Strebepfeilern ausgestattet, die später eingegraben wurden; Süd- und Nordseite mit 40 Metern bzw. 56 Metern sind kürzer als die anderen beiden Seiten. Ost- und Westseite sind dagegen etwa 72 Meter bzw. 81 Meter lang. Der Eingang liegt auf der Ostseite.

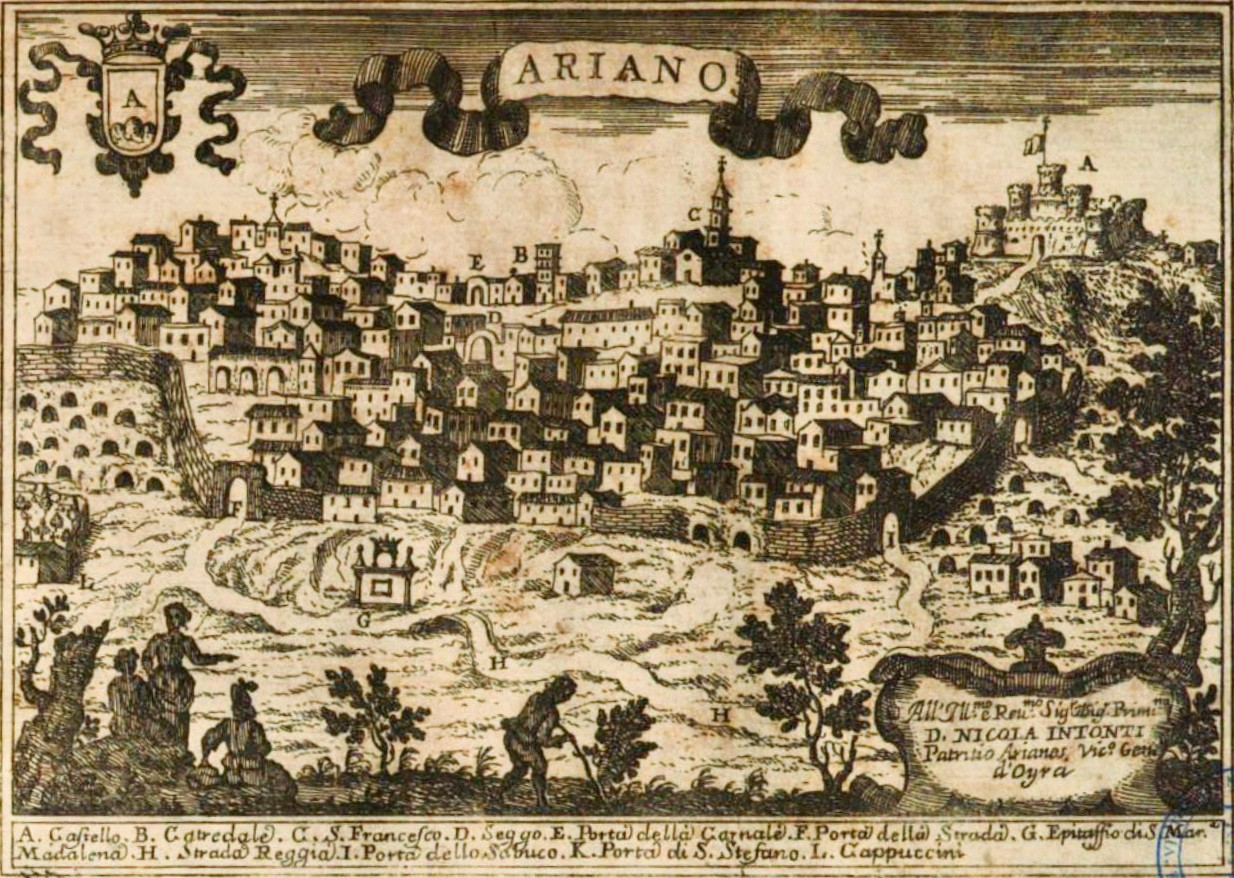
Eine alte Abbildung der Stadt Ariano; rechts oben mit dem Buchstaben „A“ gekennzeichnet kann man die ursprüngliche Ansicht der Burg sehen, die noch ihren Bergfried besitzt.

Im oberen Teil stand der Bergfried, ein rechteckiges Gebäude beachtlicher Größe. Ein Dokument aus dem Jahre 1585 (zwei Jahrhunderte später von dem Geschichtswissenschaftler Tommaso Vitale zitiert) sagt aus, dass der Bergfried nur über eine Brücke erreicht werden konnte, und „Torre Grande“ hieß. Dieses Gebäude, von dem heute nur noch Ruinenreste vorhanden sind, wurde in normannischer Zeit (im 12. Jahrhundert) errichtet. Es bestand anfangs aus zwei Räumen, an die sich später zwei kleinere anschlossen. Der Turm, neben dem ein Hof lag, war mit einer Zisterne zur Haltung von Wasser ausgestattet und somit für extreme Verteidigungsaufgaben gerüstet. In normannischer Zeit muss es darüber hinaus eine zweite, weiter außen liegende Zugbrücke gegeben haben, was dem Zugang der Burg ein monumentales Aussehen verlieh.

## Geschichte

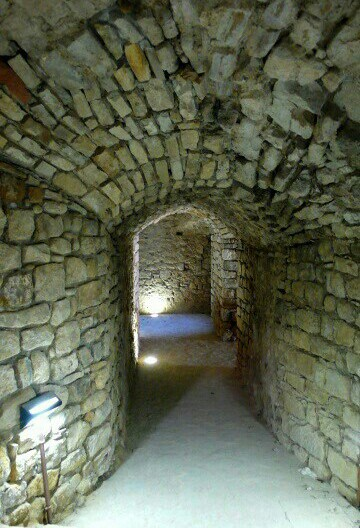
Tunnel im Nordflügel der Burg

Ein Dokument aus dem Jahre 892, das in der Abtei Cava de’ Tirreni aufbewahrt wird, bezeugt die Existenz der Burg bereits in langobardischer Zeit (höchstwahrscheinlich gegen die Angriffe der Byzantiner gerichtet). Radikal durch die Normannen restauriert und ausgebaut wurde die Burg von König Roger II. erwählt, der höchstwahrscheinlich dort 1140 die Assisen von Ariano schuf. Im Jahre 1255 wurde das Gebäude schwer beschädigt, als die Festung von Ariano Irpino durch die Sarazenen von Lucera erobert wurde. Doch die Burg wurde bereits 1266 dank König Karl I. von Anjou wiederaufgebaut, und im folgenden Jahrhundert sollte dort selbst König Ludwig I. von Anjou einige Monate lang residieren. Die Burg wurde dann im 15. Jahrhundert auf Betreiben von König Ferdinand I. von Aragón letztmals erweitert; daher zeigt das Bauwerk, obwohl es aufgrund seines konstruktiven Profils auf das Hochmittelalter datiert werden kann, die besonderen Eigenheiten der aragónesischen Architektur. Die letzten Änderungen an dem Gebäude fanden 1537 im Auftrag des Herzogs Ferrante I. Gonzaga statt.
Die Burg nahm auch im Laufe der großen italienischen Kriege im 16. Jahrhundert eine entscheidende Rolle ein, danach wurde sie endgültig aufgegeben; eine Reihe von Erdbeben, die zwischen 1688 und 1732 aufeinander folgten, führten später zum Einsturz des Bergfrieds, während die Ecktürme und andere grundlegende Gebäude stehenblieben.

“Da i Terremoti fu molto rovinato, di modo che al presente non vi esistono, che quattro ben grandi quasi intieri Baloardi, o siano Torrioni, ed alcune altre fabbriche“
(dt.: Durch die Erdbeben wurde Vieles zerstört, sodass es heute dort nicht mehr existiert, bis auf vier ziemlich große, fast vollständige Bollwerke, oder sind es Türme, und einige andere Gebäude.)

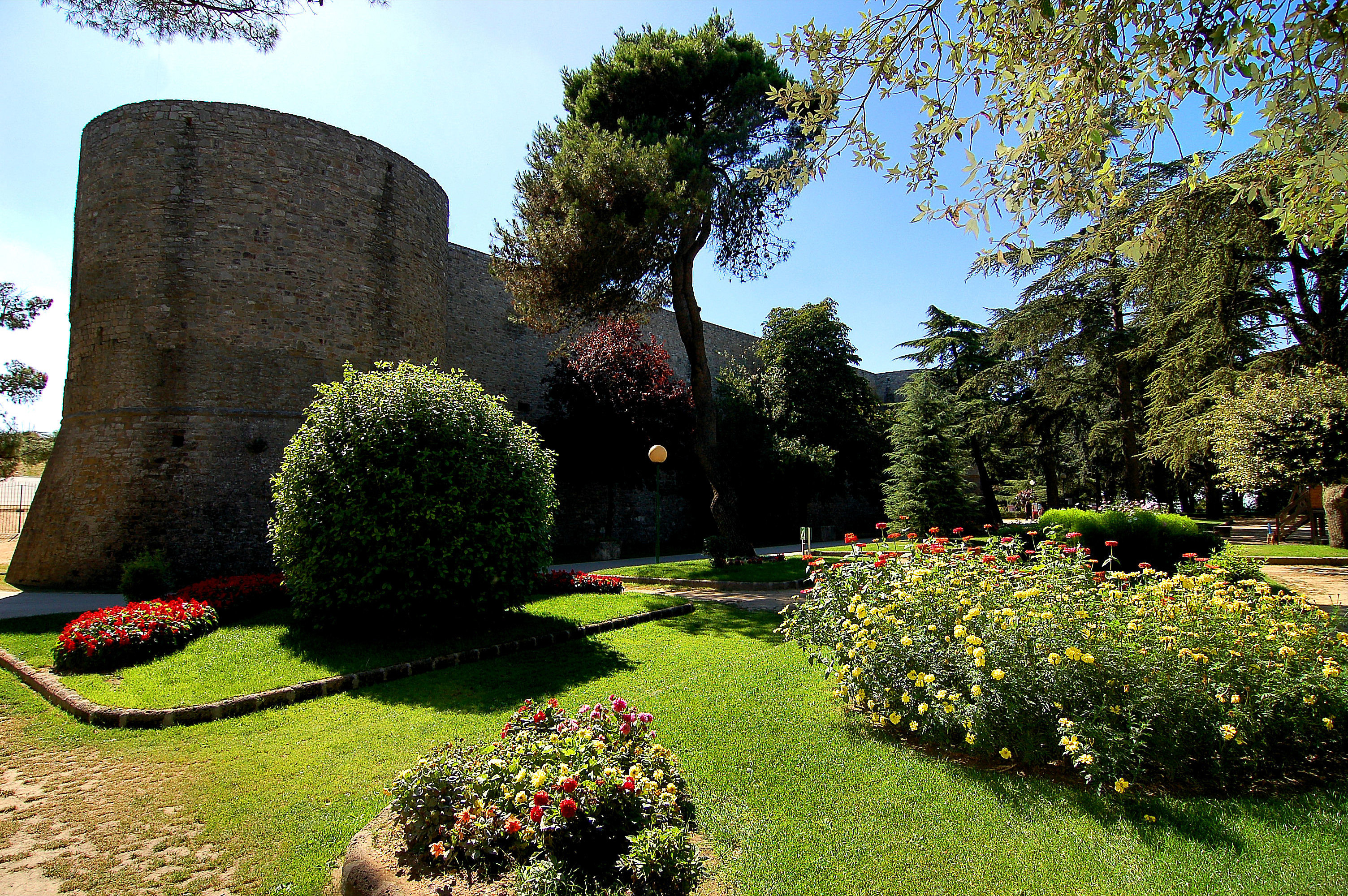
Blick auf den nordöstlichen Eckturm im Grün der Villa Comunale von Ariano Irpino

In der zweiten Hälfte des 19. Jahrhunderts waren die Gräben und Weiden, die die Burg umgaben, eingeebnet und mit Bäumen bepflanzt. Dadurch entstand  die über 40.000 m² große Villa Comunale von Ariano Irpino. Anfang der 2000er-Jahre wurden an einem Teil des Komplexes langandauernde Restaurierungsarbeiten durchgeführt. Von 2009 bis 2023 war in der Burgruine das Museo della civiltà normanna (dt.: Museum der normannischen Zivilisation) untergebracht, das dann in den Palazzo Bevere-Gambacorta aus dem 18. Jahrhundert umzog.

## Archäologie
Ende des 20. und Anfang des 21. Jahrhunderts wurden in der Burgruine verschiedene archäologische Untersuchungen durchgeführt, bei denen eine bemerkenswerte Menge an Fundstücken in örtlicher Majolika verschiedener Formen (Amphoren oder Krüge und Schalen etc.) auftauchte. Die Funde bestätigten die Bedeutung von Ariano Irpino als großes Handwerkszentrum Anfang des 14. Jahrhunderts, wenn nicht schon früher.
Bedeutend sind auch die gefundenen Artefakte und Werkzeuge zur Zuckerraffination, die aus der Zeit zwischen dem 13. und 15. Jahrhundert stammen. Sie stellen ein Unikum im Königreich Neapel dar. Die Entdeckung zeigt, dass der Gebrauch von Zucker in der Herrschaftszeit des Hauses Anjou auch im Landesinneren weit verbreitet war.
Im Zuge einiger Untersuchungen, die gegen Ende des 20. Jahrhunderts in der Burg durchgeführt wurden, wurden darüber hinaus verschiedene antike Münzen gefunden. sie stammen alle aus der Zeit zwischen der zweiten Hälfte des 13. Jahrhunderts und der ersten Hälfte des 16. Jahrhunderts.